# Torre Reforma
La Torre Reforma est un gratte-ciel de 246 mètres construit en 2016 à Mexico au Mexique. 